# Charles E. Coon
Charles Edward Coon (* 15. März 1842 im Allegany County, New York; † 8. Januar 1920 in Port Townsend, Washington) war ein US-amerikanischer Politiker. Zwischen 1905 und 1909 war er Vizegouverneur des Bundesstaates Washington.

## Werdegang
Zwischen 1861 und 1863 nahm Charles Coon als Soldat im Heer der Union am Bürgerkrieg teil. Danach arbeitete er zwischen 1864 und 1885 in Washington, D.C. für die Behörde des Treasurer of the United States. Dort bekleidete er verschiedene Ämter. Am Ende seiner Zeit in Washington hatte er es dort bis zum Assistant Secretary gebracht. Gleichzeitig schlug er als Mitglied der Republikanischen Partei eine politische Laufbahn ein. 1892 kandidierte er erfolglos im Staat New York für das US-Repräsentantenhaus. Später zog er in den Bundesstaat Washington, wo er im Jahr 1897 Präsident der Port Townsend Mercantile Company wurde.
Im Juni 1900 nahm Coon als Delegierter an der Republican National Convention in Philadelphia teil, auf der Präsident William McKinley zur Wiederwahl nominiert wurde. Zwischen 1902 und 1906 sowie nochmals von 1917 bis 1919 war er Bürgermeister der Stadt Port Townsend. 1904 wurde Coon an der Seite von Albert E. Mead zum Vizegouverneur von Washington gewählt. Dieses Amt hatte er zwischen 1905 und 1909 inne. Dabei war er Stellvertreter des Gouverneurs und Vorsitzender des Staatssenats. Sein letztes politisches Amt trat er 1919 an. Damals wurde er in das Repräsentantenhaus von Washington gewählt. Dieses Mandat übte er bis zu seinem Tod am 8. Januar 1920 aus.